# سعيد حمو

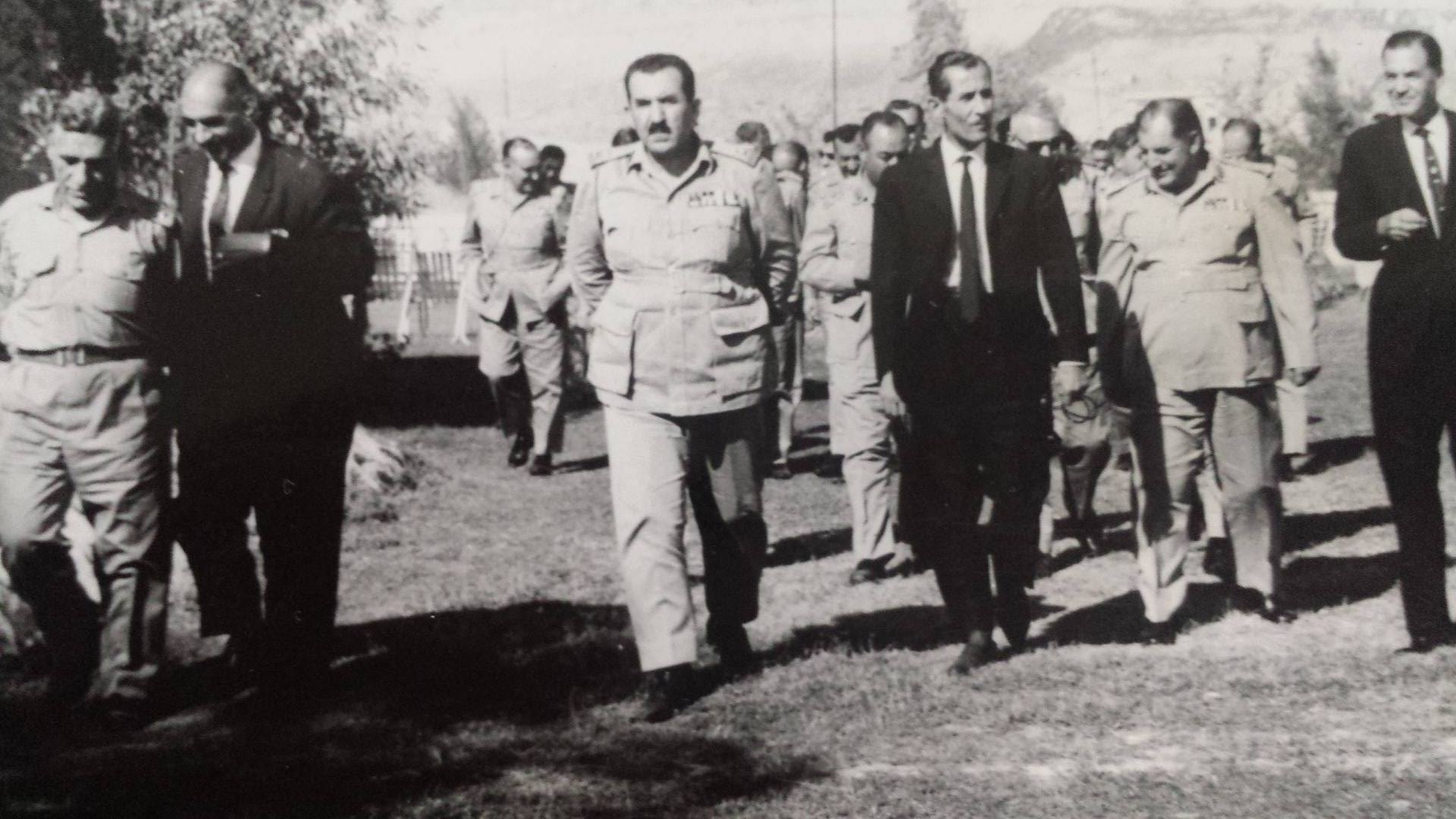
كبار ضباط الجيش العراقي في فترة الستينات اثناء اجتماعهم في معسكر الغزلاني امرية موقع الموصل الثاني من اليمين العميد "حينها " خليل جاسم الدباغ والعقيد "حينها " عبد الجبار شنشل وسعيد الشيخ متصرف لواء الموصل والعميد عبد الرزاق السيد محمود متصرف السليمانية يتحدث مع العميد "حينها " سعيد حمو امر اللواء الخامس وفي الخلف العميد كنعان نايف الملاح والعميد سعيد قطان والملازم ارشد الزيباري.

سعيد حمو (1919 - 2000)، هو ضابط كبير في الجيش العراقي شارك في معارك فلسطين

## سيرته
الـفريق سعيد حمو، من ضباط المشاة في الجيش العراقي قاد وشارك في العديد من معارك الجيش العراقي، يعتبر من أبرز ضباط سيد الصنوف صنف المشاة, ومن مؤسسي الجيش العراقي الباسل، وعلم من أعلام العراق الخالدين، كان له دور كبير في حرب كردستان العراق الاولى وكردستان العراق الثانية كان له دور في التصدي لحركة فايدة عام 1963 و لاحقا في فترة التسعينيات بين 1993-1999 كان له دور في في التصدي للمحاولات العشائرية الانتقامية التي حاول بعض من أبناء حركة عارف عبد الرزاق الانقلابية الفاشلة القيام بها ضد أبناء ضباط الجيش العراقي.

## حياته
ولد في مدينة تلعفر عام 1919م ,. تخرج من الكلية العسكرية الملكية العراقية الدورة " 19 " البطلة. متزوج ولديه عدد من من الأبناء والبنات والاحفاد، توفى في بغداد العراق بتاريخ 04 - 03 - 2000م على أثر مرض عضال.

## مشاركاته
```
شارك بالعديد من الحروب والمعارك المشرفة في تاريخ القوات المسلحة العراقية منها :
```

- الحرب الأنجلو-عراقية ( ثورة رشيد عالي الكيلاني ) 1941م.
- الحرب العالمية الثانية 1943-1945 ضد المانيا النازية، ايطاليا ودول المحور.
- حرب فلسطين عام 1948, حيث شارك في معركة جنين إلى جانب العقيد عمر علي والنقيب خليل جاسم والمقدم عبد الكريم قاسم,[5] والمقدم نوح وضباط العراق لاخرين وكان من اشرس المدافعين عن القلعة في جنين.[6]

- حرب حزيران ومعارك الاستنزاف ضد إسرائيل (1967م - 1968م - 1969م).
- حـرب تشرين 1973.
- كردستان العراق الاولى.
- كردستان العراق الثانية.
- الحرب العراقية الأيرانية .

## أهم المناصب
- شغل العديد من المناصب منها:
- آمر الفوج الجبلي الثاني في الموصل.
- آمر اللواء الجبلي الخامس في الموصل تحت قيادة كل من يونس عطار باشي واللواء خليل جاسم الدباغ في منتصف الستينات.
- قائدالفرقة الجبلية الرابعة في الموصل .
- قائد الفرقة الثانية في كركوك .
- قائد الفيلق الأول في كركوك .
- قائد المنطقة الشمالية .
- معاون رئيس أركان الجيش .
- المفتش العام للقوات المسلحة العراقية .
- مستشار القائد العام للقوات المسلحة العراقية .

## الاوسمة والانواط
- تم تكريمة عشرات المرات من قبل القيادة العامة للقوات المسلحة العراقية وحاصل على العشرات من أنواط الشجاعة والأوسمة منها: عدة انواط شجاعة، وسام الرافدين من الدرجة الثانية, نوط السلام، نوط اليوبيل الذهبي للجيش العراقي , نوط الأنقاذ، نوط قمع العصيان، نوط النصر، نوط الحرب، نوط حرب فلسطين، نوط التعاون، نوط حركات مايس، نوط الخدمة، وسام الجدارة، نوط حرب تشرين 1973 بالإضافة للانواط التي منحت لرجال الجيش العراقي بالرغم عدم مشاركته الفعلية باي من الانقلابات العسكرية التي حصلت في العراق وهي نوط حركة 14 تموز، نوط حركة 14 رمضان، نوط حركة 18 تشرين 1963, ونوط حركة تموز 1968, ووسام القادسية من الدرجة الأولى.